# 艾蒂兒肖像一號
《艾蒂兒·布洛赫-鮑爾肖像一號 》（英語：Portrait of Adele Bloch-Bauer I），是奧地利畫家古斯塔夫·克林姆於1907年完成的畫作。

## 歷史
1907年維也納猶太富商布洛赫-鮑爾委託古斯塔夫·克林姆為其妻艾蒂兒·布洛赫-鮑爾繪製的畫像，後於納粹統治奧地利時期遭到搶奪充公，期間這幅畫流入奧地利美景宮美術館展覽，戰後亦成為該館的鎮館之寶。
直到2000年，逃亡至美國的布洛赫-鮑爾遺族僅存的唯一繼承人瑪麗亞·阿特曼委託藍道·荀白克（阿諾·荀白克之孫）與奧地利政府返打了6年的官司，2006年奧地利法院宣判作品歸還鮑爾家族合法繼承人，後來這場官司過程被改編成電影《名畫的控訴》。
此畫作於2006年6月瑪麗亞·阿特曼再以1億3500萬美元天價賣給罗纳德·劳德，此畫現在收藏於他在紐約市的紐約新畫廊。這使得《艾蒂兒肖像一號》成了當時史上最昂貴的畫作。《艾蒂兒肖像一號》並自2006年7月起於畫廊展出。

## 相關作品
- 2015年電影《名畫的控訴》